# La Pesquera
La Pesquera ist ein Ort und eine Gemeinde (Municipio) mit 234 Einwohnern (Stand: 2024) in der Provinz Cuenca in der Autonomen Region Kastilien-La Mancha.

## Geographie
La Pesquera liegt etwa 75 Kilometer südöstlich von Cuenca in einer Höhe von ca. 795 m. Der Río Cabriel wird hier in der Contreras-Talsperre aufgestaut, die die Ostgrenze der Gemeinde repräsentiert.

## Bevölkerungsentwicklung
| 1900 | 1950 | 1970 | 1981 | 1991 | 2001 | 2011 | 2021 |
| ---- | ---- | ---- | ---- | ---- | ---- | ---- | ---- |
| 866  | 1138 | 604  | 376  | 299  | 280  | 250  | 211  |

## Sehenswürdigkeiten

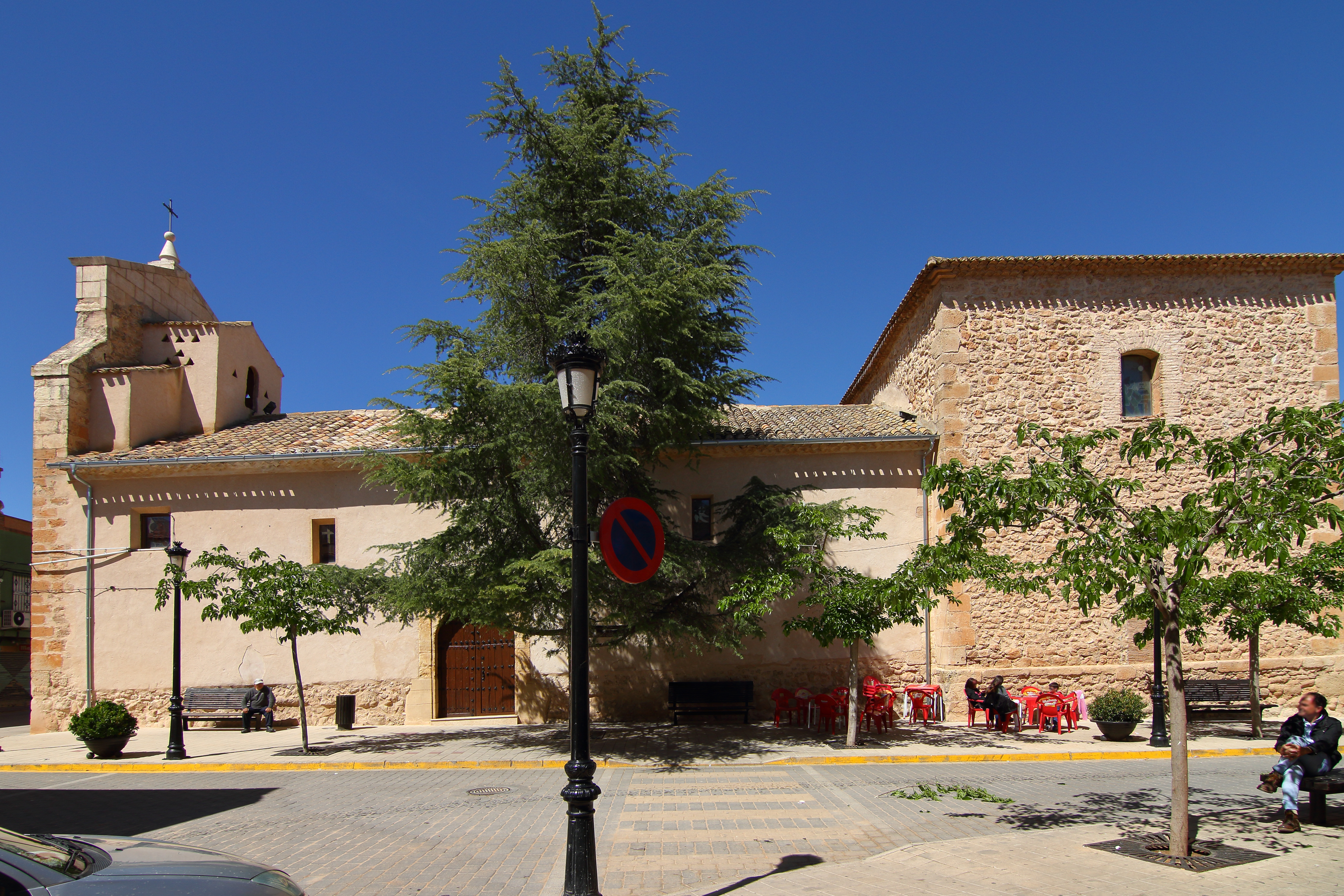
Kirche der Unbefleckten Empfängnis
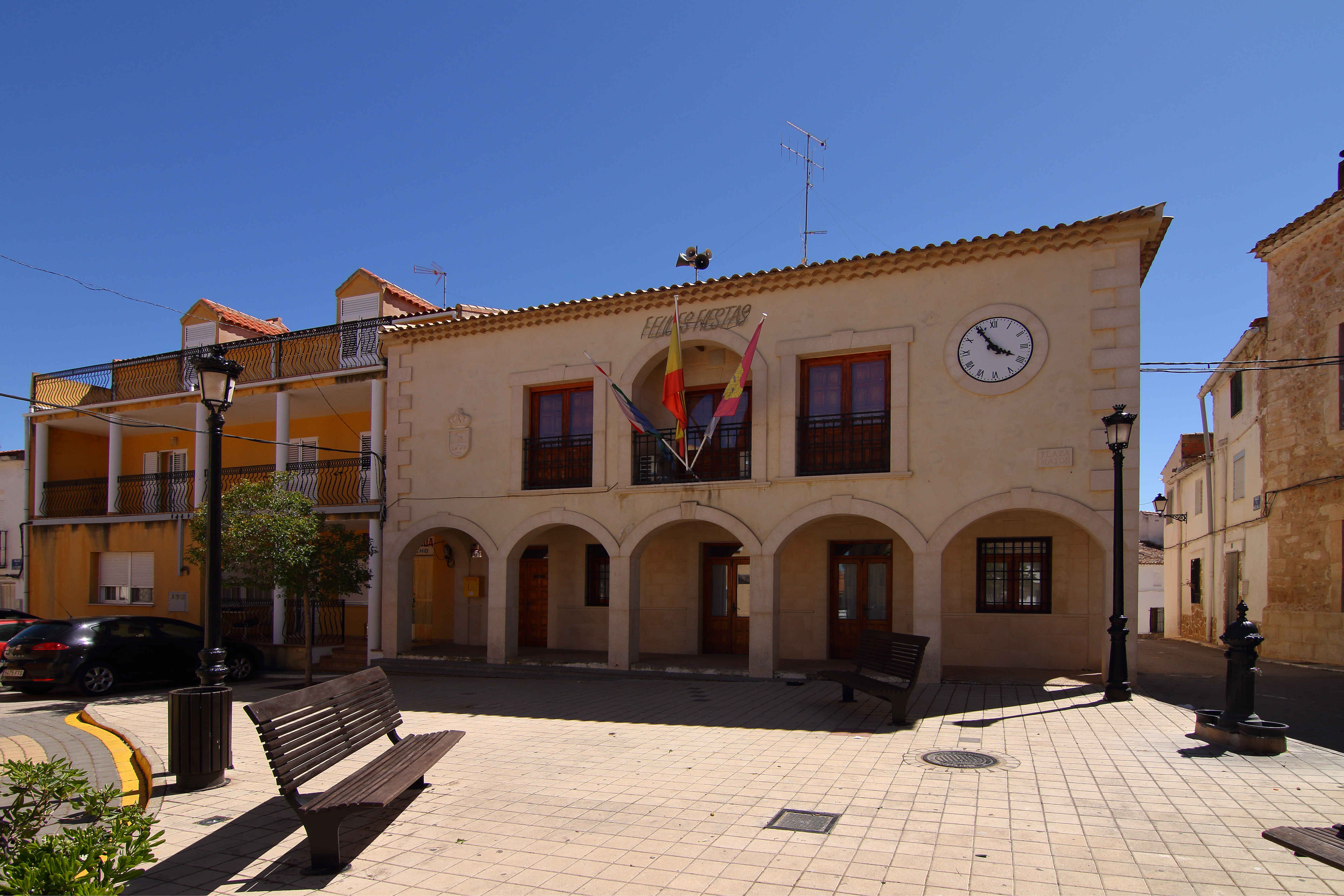
Rathaus

- Kirche der Unbefleckten Empfängnis
- Rathaus

## Persönlichkeiten
- Pablo Correa (1842–1888), Anwalt, erster Übersetzer des Kommunistischen Manifests (Karl Marx) ins Spanische